# Hernandia temarii
Hernandia temarii là một loài thực vật thuộc họ Hernandiaceae. Đây là loài đặc hữu của Polynésie thuộc Pháp.